# John Baines (scénariste)
John Baines est un scénariste britannique né en 1909 et mort en avril 1962.

## Filmographie
- 1945 : Au cœur de la nuit (Dead of Night), segments The Haunted Mirror et The Ventriloquist's Dummy (screenplay - non crédité)
- 1948 : Colonel Bogey de Terence Fisher (writer)
- 1949 : Le Lagon bleu (The Blue Lagoon) de Frank Launder (writer)
- 1952 : Private Information de Fergus McDonell (screenplay)
- 1952 : Derby Day d'Herbert Wilcox (screenplay)
- 1952 : Escape Route de Seymour Friedman et Peter Graham Scott (Comme John V. Baines)
- 1952 : Hindle Wakes d'Arthur Crabtree (screenplay)
- 1952 : The Wedding of Lilli Marlene d'Arthur Crabtree (writer)
- 1952 : Eight O'Clock Walk de Lance Comfort (screenplay - non crédité)
- 1955 : Simba de Brian Desmond Hurst (screenplay)
- 1955 : A Yank in Ermine de Gordon Parry (screenplay - non crédité)
- 1957 : Les Sept Tonnerres (Seven Thunders), de Hugo Fregonese
- 1958 : In the Pocket de John Paddy Carstairs (writer)
- 1959 : The Four Just Men (série TV) 1 épisode The Deserter (script)
- 1960 : Les Mains d'Orlac (The Hands of Orlac), d'Edmond T. Gréville (adaptation)
- 1962 : Sir Francis Drake, le corsaire de la reine (Sir Francis Drake) (série TV) 2 épisodes The Gypsies (script/story), The Governor's Revenge (script)

## Récompense

### Nomination
- BAFTA 1956 : Meilleur scénario britannique pour Simba